# Reinhard Linden
Reinhard Linden (* 1957 in Ingelheim am Rhein) ist ein deutscher Operndirektor. Seit der Spielzeit 2006/2007 ist er in dieser Funktion am Opernhaus in Kiel tätig.

## Biografie
Der ausgebildete Kirchenmusiker war zuvor als Solorepetitor, Studienleiter, Dirigent und Sängeragent tätig.
Linden hat nach seinen Studien an den Hochschulen in Mainz und Frankfurt 
erste Erfahrungen an der Mailänder Scala, an der Pariser Oper und als Korrepetitor in New York City und Wien gesammelt. Er war an den Wuppertaler Bühnen und der Deutschen Oper am Rhein Studienleiter und von 2004 bis 2006 künstlerischer Berater in Taipei, Taiwan, wo er am National Chiang Kai-Shek Cultural Center u. a. die erste Aufführung von Wagners Ring des Nibelungen im chinesischen Sprachraum mit taiwanesischen Sängern organisatorisch und sängerisch vorbereitete. Seit 2016 ist er außerdem Gastprofessor am Shanghai Conservatory of Music.